# Depot Glacier
Der Depot Glacier ist ein Gletscher im North Cascades National Park im US-Bundesstaat Washington an den Nordhängen des Mount Redoubt. Er fließt von etwa 7.400 ft (2.256 m) bis auf etwa 6.000 ft (1.829 m) Höhe herab. Sein Schmelzwasser speist den Depot Creek, welcher wiederum in den Chilliwack Lake mündet. Der Redoubt Glacier liegt östlich des Depot Glacier, während der West Depot Glacier durch einen Felsgrat von ihm getrennt ist.:143